# Mi adorable maldición
 (срп. Моје дражесно проклетство) мексичка је теленовела, продукцијске куће Телевиса,  снимана 2017.

## Синопсис
У традиционалном мексичком селу Ел Саладо време као да је стало — људи верују у натприродна бића, вештичарење и клетве. Када је мајка мале Ауроре умрла на порођају, бабици Макрини није требало дуго да рашири вест како је девојчица проклета, јер се родила са младежом налик на лобању. Тако је тек рођено дете обележено као насилац проклетства, а свињар Северо прорекао је да је Аурора никад неће имати породицу, јер је у њеној судбини записано да умре сама и проклета.
Аурорин отац Хосе одлучио је да сам одгаја своју кћи, изолујући је од људи. Тако је желео да је заштити од душмана и бесмислених прича које су сељани ширили о њој. Упркос изолацији, Аурора се још као девојчица заљубила у богатог дечака Родрига — упознали су се сасвим случајно, али један сусрет био је довољан да се међу њима створи нераскидива веза.
Како је време пролазило, Аурора се трансформисала у прелепу младу жену. Живот јој се из корена променио када је њен отац, већ на смртној постељи, позвао њу и Родрига и натерао их да положе заклетву: младић је обећао да ће заувек штити његову мезимицу, док се она заклела да ће доказати свима у селу да она са собом не вуче несрећу и проклетство, већ љубав. Хосе је умро спокојан, а Аурора је, уместо да остане под Родриговом заштитом, одлучила да напусти село и оде у престоницу.
Неколико година касније, трагедија је покуцала на Аурорина врата — верујући да је крива за смрт тетке код које је живела, девојка се вратила у родно село и настанила се у кућици на гробљу близу места где јој је отац сахрањен. Када је стари Северо сазнао за њен повратак, киднаповао ју је и затворио у своју кућу. Родриго је покушао да је спасе, али она је, не откривајући разлог, одлучила да остане крај свог тамничара.
У међувремену, дистанца између Ауроре и Родрига охрабрила је придошлицу Монику да свим силама покуша да освоји младог богаташа. Међутим, њени напори неће уродити плодом — Аурора и Родриго одувек знају да су рођени једно за друго, а она је, упркос томе што је остала у Северовој кући, одлучила да испуни обећање дато оцу на самрти и покаже свима да њено име није синоним за проклетство, већ за љубав.

### Главне улоге
| Глумац:       | Улога:                             |
| ------------- | ---------------------------------- |
| Рената Нотни  | Аурора Санчез / Кармен Руиз Санчез |
| Пабло Лиле    | Родриго Виљависенсио               |
| Лаура Кармајн | Моника Солана                      |

### Споредне улоге
| Глумац:             | Улога:                 |
| ------------------- | ---------------------- |
| Роберто Бландон     | Северо Трухиљо         |
| Хосе Карлос Руиз    | Понсијано Хуарез       |
| Патрисија Навидад   | Аполонија Ортега       |
| Маја Мишалска       | Елса Солана            |
| Сесилија Габријела  | Корина Пинеда          |
| Сокоро Бониља       | Макрина                |
| Пати Дијаз          | Брихита                |
| Ерик Дијаз          | Рафаел                 |
| Алехандро Авила     | Камило Еспиноса        |
| Ернесто Гомез Крус  | Басилио                |
| Хуан Ангел Еспарза  | Херонимо               |
| Алехандро Руиз      | Онесимо                |
| Барбара Гомез       | Алтаграсија            |
| Илијана де ла Гарза | Максимина              |
| Каталина Лопез      | Ксоћитл                |
| Ева Седењо          | Инес                   |
| Алдо Гера           | Луис Делгадо           |
| Рикардо Зартуке     | Тобијас                |
| Миранда Контер      | Долорес Лоли           |
| Карла Кардона       | Надија дел Ваље        |
| Илса Икеда          | Бонифасија             |
| Кристијан Андреј    | Венсеслао              |
| Фабиола Андере      | Епифанија              |
| Сантјаго Ернандез   | Гонсало                |
| Рикардо Вера        | Едуардо                |
| Игнасио Гвадалупе   | Анселмо                |
| Конан О Брин        | Џозеф                  |
| Карлос Атие         | Ернесто                |
| Агустин Арана       | Армандо                |
| Рикардо Франко      | Марко                  |
| Вирхинија Марин     | Глорија                |
| Едуардо Карбахал    | Варгас                 |
| Хема Гароа          | Пилар                  |
| Артуро Васкез       | Дионисио               |
| Раул Коронадо       | Лукас / Лука           |
| Мар Замора          | Сулејма                |
| Ектор Круз          | Абундио                |
| Хуан Вердуско       | Психолог               |
| Паулина де Лабра    | Сокоро                 |
| Марио Ероза         | Лавијада               |
| Клаудија Болат      | Роса                   |
| Мигел Приего        | Солорзано              |
| Хорхе де Марин      | Веласкез               |
| Фернандо Роблез     | Мелитон / Макарио      |
| Мира Саведра        | Сабина                 |
| Лорена Алварез      | Ема                    |
| Пјетро Ванучи       | др. Фелипе             |
| Карен Енсинијас     | Месера                 |
| Рут Росас           | мед. сестра            |
| Бенхамин Ислас      | судија                 |
| Мариа Прадо         | Реклуса                |
| Синтија Апарасијо   | Апалонија (као млада)  |
| Адријана Вилијамс   | Елса (као млада)       |
| Ана Тена            | Аурора (као девојчица) |
| Микел               | Родриго (као дечак)    |